# Erich Wollmann
Erich Friedrich August Wollmann (* 5. Januar 1890 in Dresden; † 22. November 1943 in Berlin) war ein deutscher Bergingenieur, der als Kurdirektor von Radiumbad Oberschlema an der Erweiterung des Bades und dessen sprunghafter Entwicklung maßgeblichen Anteil hatte.

## Leben und Wirken

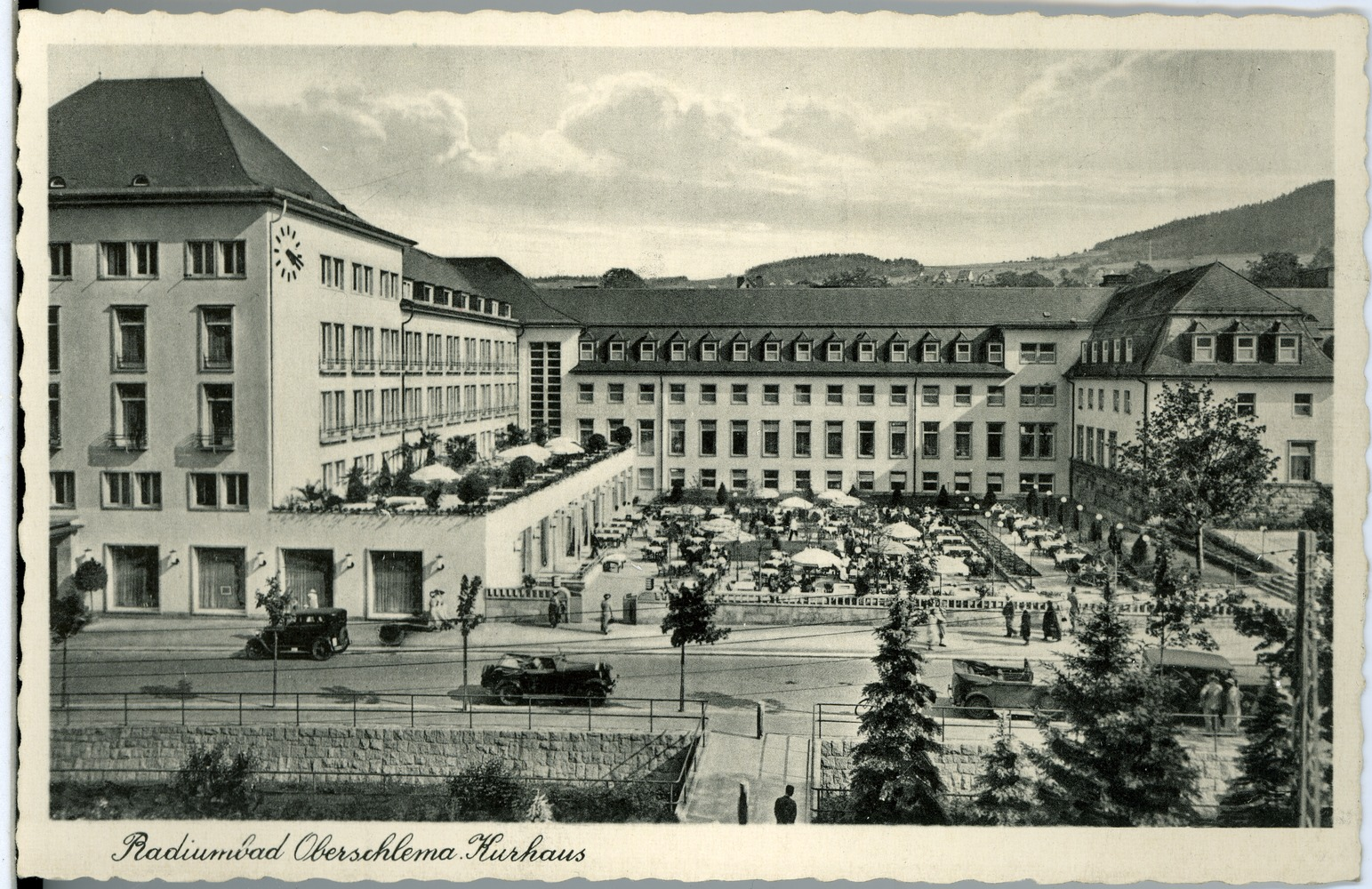
Neues Kurhaus in Oberschlema, unter Kurdirektor Wollmann entstanden

Er war der Sohn des Dresdner Kaufmanns und Drogisten Gustav Richard Wollmann (1857–1915) und dessen Ehefrau Elisabeth Martha Wollmann geborene Böhme (1861–1920). Sein Vater war Mitinhaber der Firma Friedrich Wollmann in Dresden. Nach dem Schulbesuch studierte er und wurde Diplom-Bergingenieur. Als solcher war er im Montanwesen im sächsischen Erzgebirge tätig, bevor er 1931 Kurdirektor des aufstrebenden Radiumbads Oberschlema wurde. 
Bereits frühzeitig trat er der NSDAP bei (Mitglieds-Nr. 34184) und musste 1936 ein Parteiverfahren über sich ergehen lassen, das zu einem Verweis und seiner Kündigung als Kurdirektor führte. Er verließ daraufhin das Erzgebirge und ging in die Reichshauptstadt Berlin, wo er in der Abteilung Heilbrunnen des Deutschen Fremdenverkehrsverbandes eine gleichwertige Stelle als Direktor erhielt. In der SA war er bis zum Sturmbannführer aufgestiegen.
1943 promovierte er an der Technischen Hochschule Berlin zum Dr.-Ing. Das Thema seiner Dissertation lautete Die bei der Förderung und Erwärmung von Heilwässern auftretenden Verluste am CO2-Gehalt und Wege zu ihrer Vermeidung.
Er starb in der Nacht vom 22. zum 23. November 1943 im Eingangsbereich des Luftschutzkellers in der Klopstockstraße 33 in Berlin-Tiergarten durch die Druckwirkung einer Fliegerbombe.

## Auszeichnungen
- Eisernes Kreuz I. Klasse
- Kriegsverdienstkreuz

## Schriften (Auswahl)
- Der Handel und Schwindel mit künstlichen Radium-Erzeugnisse. Radiumbad Oberschlema 1933.
- (Mitautor): Die deutschen Versand-Heilwässer. Berlin 1938.
- Die bei der Förderung und Erwärmung von Heilwässern auftretenden Verluste am CO2-Gehalt und Wege zu ihrer Vermeidung. Berlin 1943.
- (mit Erich Rütten): Kontenrahmen des Reichsfremdenverkehrsverbandes. Hirzel, Leipzig 1943.